# Новые Лиманокирпили
Новые Лиманокирпили — хутор в Приморско-Ахтарском районе Краснодарского края.
Хутор входит в состав Степного сельского поселения.

## География
Новые Лиманокирпили находятся на высоте 17 м над уровнем моря, в 30 км от восточного побережья Азовского моря и 55 км к северо-западу от Тимашёвска. Хутор расположен в 250 м к востоку от Чумяного лимана — одного из ответвлений Кирпильского лимана, высота над уровнем моря 17 м.

## История
Судя по доступным источникам, хутор был основан после 1925 года, поскольку в справочнике того года Новые Лиманокирпили не числятся.
Хутор Новые Лиманокирпили был основан в 1947 году. Большая часть населения хутора переехала из хутора Старые Лиманокирпили из-за затопления.

## Население
Численность населения — 130 человек.